# Mouvement de Lapua

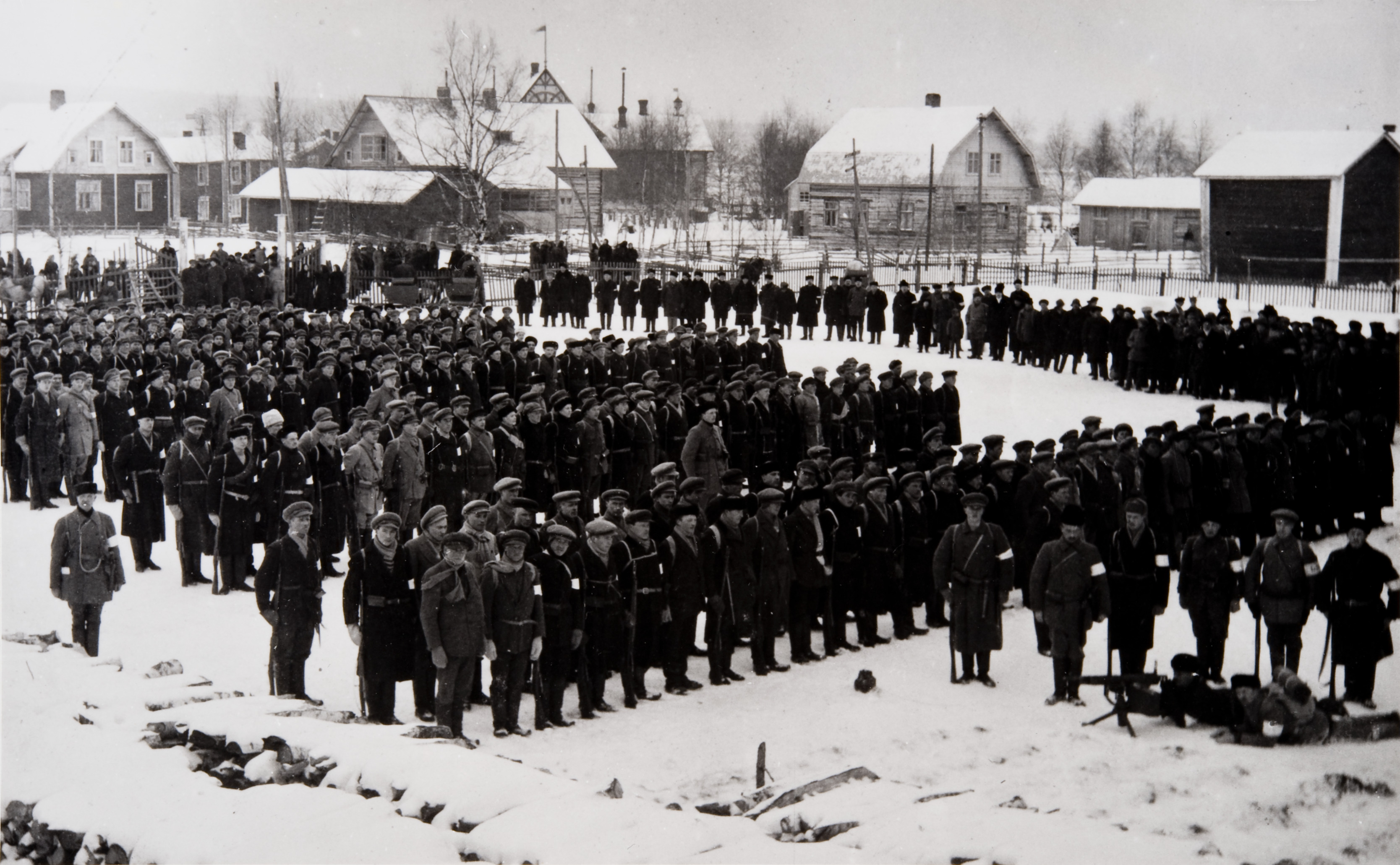
Le peloton de gardes blancs d'hommes du mouvement de Lapua durant la guerre civile au printemps 1918.

Le mouvement de Lapua (finnois : Lapuan, same du Nord : Lapporörelsen) est un mouvement  politique nationaliste et anticommuniste finlandais créé en 1929 à Lapua, en Ostrobotnie du Sud. 
Après sa radicalisation, il se tourne vers la politique d'extrême droite et est interdit après un coup d'État manqué en 1932.
Les activités anticommunistes du mouvement se sont poursuivies au sein du Mouvement populaire patriotique (Isänmaallinen kansanliike), ou IKL.

## Contexte
Le mouvement de Lapua commence en 1929 et a été initialement dominé par les nationalistes anticommunistes, mettant l'accent sur l'héritage nationaliste, les gardes blancs et la guerre civile finlandaise.
Le mouvement se considère comme le défenseur de ce qui a été gagné pendant la guerre civile, soutenant le luthéranisme, le nationalisme finlandais et l'anticommunisme.
De nombreux politiciens et officiers militaires de haut rang étaient initialement favorables au mouvement de Lapua, car l'anticommunisme était la norme dans les classes éduquées après la guerre civile. Cependant, l'usage excessif de la violence rendu le mouvement moins populaire en quelques mois.
Pendant la guerre civile, l'Ostrobotnie avait été l'un des bastions les plus importants de l'armée blanche et les sentiments anticommunistes restaient extrêmement forts.
Les 23 et 24 novembre 1929, alors que les prisonniers communistes de la prison de Tammisaari entreprennent une grève de la faim, les militants communistes de la Ligue des jeunes communistes de Finlande (en) décident de se réunir à Lapua. 
Ce choix est considéré par ceux qui ne le soutiennent pas comme un véritable provocation. Lapua, en Ostrobotnie, est de longue date un « fief blanc », situé dans l'une des régions agricoles les plus riches du pays. 
Les quelque cinq cents communistes qui se réunissent à Lapua savent que la population leur est, a priori, hostile. La réaction est immédiate. À peine la réunion commence-t-elle, qu'interviennent les « Blancs » qui dispersent, brutalement, les « Rouges ». 
Selon les nationalistes, les communistes s'étaient moqués de Dieu, de l'Église luthérienne, de la patrie «bourgeoise», de l'armée finlandaise et du général Mannerheim,
,,.
Cela a exaspéré de nombreux habitants de la ville, qui ont mis fin violemment aux réunions. La violence anticommuniste a été saluée comme justifiée et louable. 
Le 1er décembre, une réunion anticommuniste a lieu a Lapua, attirant plus de 1 000 personnes exigeant la fin de toutes les activités communistes.

## Activités
Des manifestations et des meetings sont organisées dans tout le pays.
Le 16 juin 1930, plus de 3 000 hommes arrivent à Oulu pour détruire l'imprimerie et le bureau du journal communiste Pohjan Voima. 
Le dernier numéro de Pohjan Voima était paru le 14 juin.
Le même jour, une imprimerie communiste est détruite à Vaasa. 
Le 7 juillet, plus de 12 000 manifestants arrivent à Helsinki pour une « marche paysanne » qui est une démonstration majeure de force.
Le gouvernement cède sous la pression et les journaux communistes sont interdits par une « loi de protection de la République ».
Des réunions tenues par des groupes de gauche sont interrompues, souvent violemment. 
Une tactique courante est le « savon », qui commence par un enlèvements et un passage à tabac. 
Après cela, le sujet est jeté dans une voiture et conduit à la frontière avec l'Union soviétique. 
De nombreux Finlandais expulsés par le mouvement de Lapua seront pris par la suite dans les purges staliniennes et exécutés; tandis qu'ils étaient persécutés en Finlande en tant que communistes, Staline les accusera d'être des nationalistes.
En septembre 1930, le politicien social-démocrate Onni Happonen est enlevé et assassiné. Le 14 octobre 1930, l'ex-président Kaarlo Juho Ståhlberg et sa femme ont été enlevés et emmenés à Joensuu.
Après ces violences, le soutien populaire au mouvement s'effondrera. Les modérées quittent le mouvement et les extrémistes deviennent plus influents.

## Rébellion de Mäntsälä
En février 1932, une réunion sociale-démocrate se tenant à Mäntsälä est violemment interrompue par des militants armés du mouvement de Lapua. 
L'événement dégénère en une tentative de coup d'État connue sous le nom de rébellion de Mäntsälä, dirigée par l'ancien chef d'état-major de l'armée finlandaise, le général Kurt Martti Wallenius.
Malgré les appels de Wallenius, l'armée et les gardes blancs resteront largement fidèles au gouvernement. 
De nombreux historiens pensent que la principale raison de l'échec était une mauvaise planification: l'événement s'est simplement développé à partir des actions locales et l'organisation nationale est intervenue trop tard. 
La rébellion prend fin après discours radiophonique du président Pehr Evind Svinhufvud adressé aux rebelles. 
Après un procès, le mouvement Lapua est interdit le 21 novembre 1932, en vertu de la loi sur la protection de la République, que le mouvement de Lapua avait fait adopter. 
Le général Kurt Martti Wallenius et une cinquantaine d'autres dirigeants ont été condamnés à la prison.